# Loch Inver
Loch Inver is een sea loch dat uitmondt in zee bij de Schotse plaats Lochinver in Sutherland. Het loch wordt gevoed door de rivier Inver die onder een oude brug in Lochinver in het loch stroomt en de rivier Culag die in de buurt van de haven van Lochinver in het loch stroomt.
De inham is een natuurlijke haven en werd intensief gebruikt door haringvissers in de 19e eeuw die vanaf hier vertrokken naar de The Minch. De haven werd in de jaren negentig van de vorige eeuw grondig vernieuwd, maar heeft anno 2011 te lijden onder de strengere visquota.
Vanaf de oostelijke kant van Loch Inver, vlak bij het dorp, zijn otters en grijze zeehonden waar te nemen.